# Добровольскис, Пранцишкус-Станисловас Пранцишкович
Пранцишкус-Станисловас Пранцишкович Добровольскис (08.02.1915—14.02.2007) — советский государственный деятель, Герой Социалистического Труда

## Биография
Родился в Литве в 1918 году.
С 1942 член ВКП (б). В 1942—1943 проходил службу в Красной Армии.
В 1944, был заместителем начальника управления промкооперации Совета Народных Комиссаров Литовской ССР, после этого был заместителем министра местной и топливной промышленности Литовской ССР.
В 1954-58 был председателем Капсукского районного совета депутатов.
5 апреля 1958 за успехи в развитии сельского хозяйства, Добровольскису присвоено звание Героя Социалистического Труда.
С 1958 по 1971 — председатель Литовского совета профсоюзов.
С 1962 по 1974 — депутат Верховного Совета СССР (6-го, 7-го и 8-го).
Скончался в 2005 году.

## Награды и почетные звания
- Медаль «Серп и молот» (5 апреля 1958 — № 8535)
- Орден Ленина (5 апреля 1958 — № 217093)
- 2 ордена Трудового Красного Знамени (1 октября 1965 и 27 августа 1971)
- так же ряд медалей
- Заслуженный деятель культуры Литовской ССР